# شرمولة

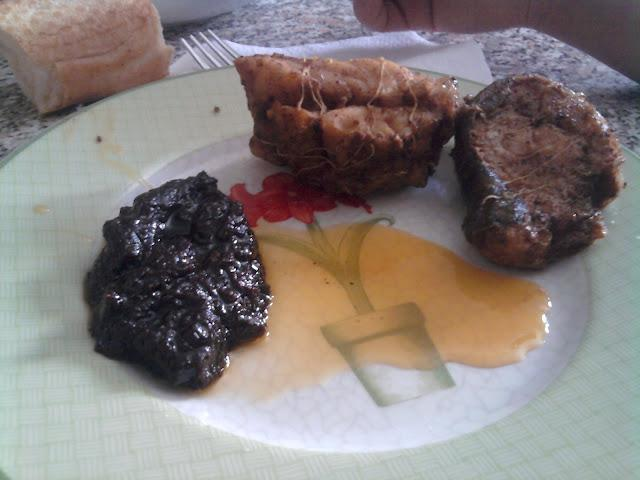
شرمولة مع السمك المملح

شرمولة هي وصفة قرطاجية تونسية تتكون من مجموعة توابل مختلفة وليمون وقزبر او معدنوس لتتبيل اللحوم والدجاج والسمك وتختلف التوابل على حسب نوع اللحم .

## أصلها
من المرجح أن كلمة شرمولة هي قرطاجية أو تصحيف للكلمة الإسبانية salmuera بمعنى مستحضر من الماء والملح والتوابل يستعمل للحفاظ على اللحوم والأسماك وهي بدورها من اللاتينية القروسطية salimuria مكونة من sal (الملح) وmuria (ماء مملح).
يعتقد أنه حسب بعض المصادر القديمة من ابتكر طبق الشرمولة؛ ونسبه لأسمه تشارلز موولا ومع مرور الزمن وقع تحريف اسمه لتصبح هذه الأكلة تحمل اسم «شرمولة» من شرمل السمك أو اللحم وكان القدامى يجففون السمك تحت أشعة الشمس ويضيفون فيه ملحا حتى لا يفسد أما الزبيب فهو من العنب الجاف يقع رحيه مرتين ثم يضيفون فيه ماء وزيتا وبصلا كثيرا وقرفة ويطبخ لفترة أيام في كل يوم ساعة حتى يحمر ويصبح لونه عسلي غامق ويتناولونه أهالي شمال أفريقيا في يوم عيد الفطر من كل سنة بالخبز وقد جاءت هذه الأكلة التي تعتبر شرقية من تركيا وتحديدا من بلاد الأناضول ودخلت إلى بلدان الشمال الأفريقي عندما تحطم مركب هذا البحار وكاد أن يهلك بسبب الجوع فأخذ يبحث في حطام مركبه إلى أن وجد كيسا به زبيب فقام بتغليته وبقي يتناوله لأيام إلى أن وصل سواحل تركيا - ومن تركيا وصلت هذه الأكلة إلى مدينة صفاقس
وفي أسطورة أخرى تقول منذ مئات السنين وفي سنة كثر فيها الخير من صيد السمك عاد الصيادون في اليوم الأخير من رمضان وشباكهم محملة بالأسماك الكبيرة ولم يقبل أي شخص على شرائها نظرا لأن العادة كانت في تناول اللحم في عيد الفطر .
فكر الصيادون في القاء السمك في البحر بينما عدد آخر من الصيادين فكروا في خزن السمك وذلك بتجفيفه وتمليحه ونظرا لأن السمك كان شديد الملوحة فكر سكان إحدى غابات صفاقس في طبخ آكلة حلوة المذاق لتزيل طعم الملح وتخفف من لعطش فطبخوا الشرمولة الصفاقسية وهي عبارة عن كمية من الزبيب (عنب مجفف منزوع النوى) مع كمية من البصل والزيت والتوابل والبهارات ومنذ ذلك أصبحت عادة غذائية في مدينة صفاقس خلال عيد الفطر.

## أصناف
حسب مصادر سجلات ثقافة الغذاء الشرقي الشرمولة أنواع وهي تختلف من مدينة إلى أخرى فمثلا شرمولة قرقنة أو جربة أو بنزرت أو تونس لا تشبه شرمولة صفاقس. ويمكن للشرمولة أن تطبخ بإحدى الطرق التالية:
- شرمولة بالتن
- شرمولة بالسردينة
- شرمولة حارة
- شرمولة بالحوت المشوي

## الشرمولة في تونس
الشرمولة في تونس هي طبق يطهى في صفاقس يوم عيد الفطر. هي عجينة زبيب تطهى مع البصل في زيت الزيتون ثم تضاف إليه التوابل.
تأكل الشرمولة يوم العيد مع السمك المملح مثل الباكالاو أو القاروص أو المناني أو البوري أو الكرشو.

## مقالات ذات صلة
- شربة ليبية